# Communist Party of Indian Union (Marxist-Leninist)
Communist Party of Indian Union (Marxist-Leninist), politiskt parti i Indien. CPIU(ML) härstammade från en mindre grupp som brutit sig loss från Kanu Sanyals Communist Organization of India (Marxist-Leninist) och senare gått med i Marxist Communist Party of India. CPIU(ML) bröt sig senare loss från MCPI. Gruppen var främst baserad i Bihar och Västbengalen.
I augusti 2003 hölls diskussioner mellan Kanu Sanyal och Arvind Sinha från CPI(ML) och Subodh Mitra och S.D. Bose om ett sammangående mellan CPIU(ML) och CPI(ML). CPIU(ML):s kongress i Samastipur 18 november 2003 bekräftade sammangångsplanerna, och CPIU(ML) gick samman med Sanyals CPI(ML).